# Heinrich Breit
Heinrich Breit (* 16. Oktober 1948 in Piesport) ist ein deutscher Steuerberater, Schatzmeister und grüner Lokalpolitiker.
Nach dem Studium von Betriebswirtschaft, Soziologie, Politik und Erziehungswissenschaften, das er im Jahr 1980 mit der Promotion abschloss, war er als Steuerberater tätig.
Er war von 1982 bis 1994 für die Grünen im Stadtrat der Stadt Freiburg tätig und war von 1998 bis 2014 Schatzmeister des Fußballvereins SC Freiburg. Breit war seit 2003 Mitglied des Arbeitskreises Finanzen und wurde 2007 in den Aufsichtsrat der Deutschen Fußball Liga gewählt; er war außerdem Mitglied des Vorstandes des Deutschen Fußball-Bundes. Seit dem Jahr 2014 ist er Vorsitzender des in diesem Jahr neu gegründeten Aufsichtsrates des SC Freiburg.